# Espinardo
Espinardo es un barrio situado al norte de la ciudad de Murcia (Región de Murcia, España).

## Geografía

### Ubicación
Espinardo es un barrio situado en el extremo norte del distrito oficial de la ciudad de Murcia, que no forma parte a su vez de ningún distrito, por ello posee una Junta Municipal y no una Junta de Distrito que englobe también otros barrios. Tiene una altitud media de 60 metros.
Pese a que el Campus de Espinardo, perteneciente a la Universidad de Murcia, lleva su nombre, este también pertenece en parte a las pedanías murcianas de El Puntal y Guadalupe.
La calle Mayor de Espinardo divide a este en dos partes: 
- Barriada de San Pedro: Zona entre c/Mayor y Avda. Juan Carlos I. Denominada así por ser más cercana a la Iglesia de San Pedro, sita en la Calle Mayor de Espinardo.
- Barriada del Espíritu Santo: Zona entre Los Rectores (urbanización que pertenece a El Puntal) y la Calle del Calvario. Esta zona es la más cercana a la Iglesia de El Espíritu Santo, sita en el corazón de la barriada y que preside la Plaza de la Constitución.  Es una zona marginal convertida en centro de trapicheo de drogas.[1][2]

También existe una zona residencial formada por 1300 Viviendas de Protección Oficial (a partir del año 2008): 
- Urbanización Joven Futura: con población predominantemente joven. La zona está vertebrada en torno a la Avda. Joven Futura.

### Población
Cuenta con una población de 12 585 habitantes (INE 2021)

### Economía
Durante el siglo XX la industria del pimentón y su distribución era la actividad principal por la que era conocida la localidad, pero con el desarrollo económico se diversificaron las actividades y la mayoría de las industrias se trasladaron. La industria cervecera cuenta con una planta donde se produce la marca Estrella de Levante desde hace más de medio siglo.

## Historia
Se supone su existencia en época romana al pasar la vía que unía Toledo con Cartagena. El caserío de Espinardo se considera un cruce de caminos al pasar también la Senda de Granada, que unía Granada con el Levante español. A lo largo de la Edad Media dispone de un amplio desarrollo y de modo especial durante el sultanato de Córdoba. La construcción de las acequias de Alfatego, Churra la vieja y Churra la nueva permite que se puedan cultivar tierras que eran de secano y en consecuencia la población aumente de un modo significativo.
En 1618 recibe el título de villa y se convierte en señorío de Juan Fajardo de Tenza, marqués de Espinardo y vizconde de Monteagudo. En el catastro de Ensenada, de noviembre de 1755, contaba con 299 vecinos y es la única localidad de la provincia, entre los que recoge, que no existe en la actualidad como municipio.
Durante el trienio liberal se constituye en municipio incluyendo El Puntal y Churra. Aunque hasta el 15 de octubre de 1836 no vuelve a disponer de ayuntamiento propio; en este caso el municipio incluía Churra, Guadalupe, Cabezo de Torres y El Puntal. Casi doce años después, el 16 de septiembre de 1856 se convierte en pedanía de Murcia, incluyendo solo el territorio de El Puntal.
Con motivo de las epidemias de cólera de finales del siglo XIX se instaló un lazareto en septiembre de 1884, así como medidas para el control del tráfico de personas y mercancías con la ciudad de Murcia.
El movimiento costumbrista en su sentido de procesos y corrientes de pensamiento que dan valor a la cultura de la gente sencilla o del pueblo frente a la academicista, tuvo como representantes en Espinardo al escritor Nicolás Rex Planes y al poeta Eduardo Flores. De ese modo se conoce la existencia de una "cuadrilla de auroros" y sobre la costumbre de las coplas del aguilando.
En otro plano artístico en el siglo XX y continuando o partiendo la tradición costumbrista se encuentran los pintores José María Almela Costa y Antonio Hernández Carpe; así como los escultores Antonio García Mengual y José Planes.
Durante la guerra civil española se instala el centro de instrucción de la Delegación Provincial de Murcia en el campo de tiro de Espinardo, situado en las inmediaciones del campus universitario actual. En este centro se instruía a los reclutas de la caja Nº24, pero también se utilizó como lugar de fusilamiento de personas contrarias a la república. Tras la guerra civil, el lugar de fusilamiento de las personas fieles a la república fue el "Cementerio de Nuestro Padre Jesús", también en Espinardo.
El barrio del Santo Espíritu empezó a formarse a mediados de la década de los 40 del siglo XX. En la década de los 70 contaba con unos 6000 habitantes, en su mayoría de clase obrera y, sobre todo, vendedores ambulantes y quincalleros; en esa década hubo un fuerte movimiento vecinal que denunciaba el problema de las roturas en las canalizaciones del alcantarillado al paso de vehículos de gran peso por la escasa profundidad de las mismas. En 1974 el Ayuntamiento comenzó a asfaltar las calles del barrio sin solucionar el problema.
El 23 de noviembre de 1960 durante la época franquista y basándose en la fuerte expansión demográfica de la capital de la Región, la mayoría de la pedanía de Espinardo fue anexionada como barrio, la parte que no se anexionó dio lugar a la pedanía de El Puntal. Por ese motivo aún se conoce como Campus de Espinardo a las instalaciones de la Universidad de Murcia en esa pedanía.

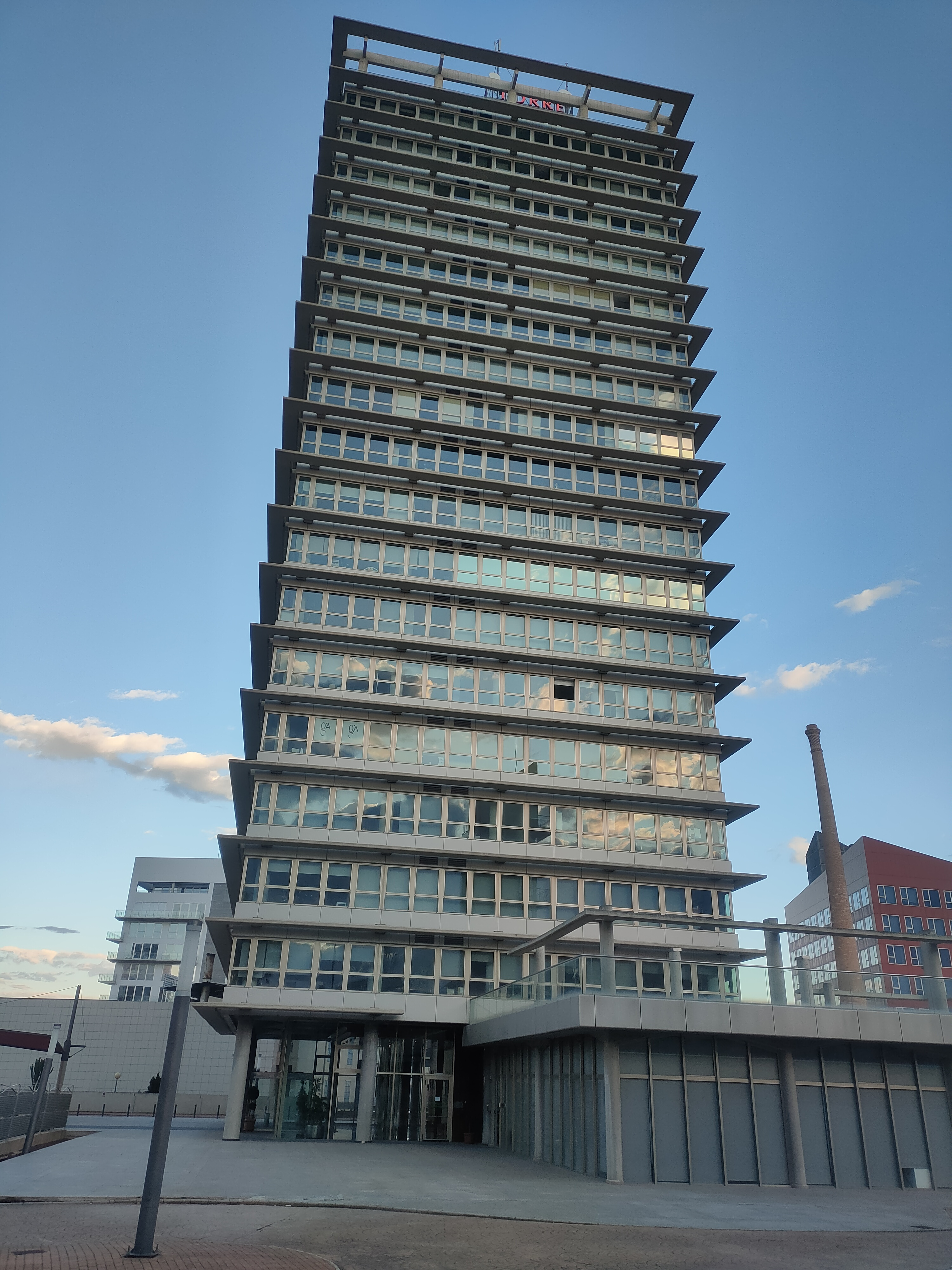
Torre Godoy, edificio en Espinardo.

Fue una de las primeras poblaciones de Murcia que dispuso de un club de fútbol, se llamaba el Espinardo Foot Ball Club en la actualidad Espinardo Club de Fútbol siendo rival del Real Murcia C. F. en 1911. Se utilizaba la zona del Campo de Tiro para jugar los partidos. También contó con uno de los primeros clubs ciclistas de la región, fundado en 1898 y sito en el Recreative Garden donde disponía de un velódromo de 250 metros y se llegaron a disputar competiciones internacionales.
En 2008 nació la Urbanización Joven Futura, ubicada entre la Ronda Oeste y la Avda. Juan Carlos I, la cual cuenta con alrededor de 1.400 viviendas, 24 edificios de entre 5 y 11 plantas. Joven Futura se ha convertido en el mayor proyecto a nivel nacional de vivienda para Jóvenes, con una población actual de alrededor de 3000 personas.

## Administración
Al ser un barrio de la ciudad de Murcia, Espinardo no posee ayuntamiento propio pero sí una Junta Municipal formada por nueve vocales, elegidos por los partidos políticos según los votos obtenidos por cada uno, exclusivamente en el término del barrio, en las elecciones municipales. Entre 1995 y 2015 hubo dos presidentes de junta municipal del PP, Encarnación y Antonio José Guillén Gil. Sin embargo, el 10 de noviembre de 2015 se constituyó la Junta Municipal más variada de su historia, con 3 vocales del PP, dos del PSOE, dos de Ciudadanos, uno de Ahora Murcia y otro de Cambiemos Murcia, por lo que Andrés Francisco Guerrero Martínez (PSOE) fue elegido nuevo Presidente de la Junta Municipal de Espinardo con los votos de toda la oposición al PP, desbancando a este partido del gobierno del barrio por primera vez en veinte años.
En las elecciones municipales de 2019 la distribución de los nueve vocales de la Junta Municipal de Espinardo quedó de la siguiente manera: 
- 3 vocales del PSOE.
- 2 vocales del PP.
- 2 vocales de Ciudadanos.
- 1 vocal de Podemos-Equo.
- 1 vocal de Vox.
Un pacto entre PP, Ciudadanos y Vox otorgó la Presidencia de la Junta Municipal los dos primeros años a Ciudadanos y los dos siguientes al PP. En octubre de 2021, un nuevo pacto entre PSOE y Cs llevó a un cambio en la presidencia, que pasó a ostentar el PSOE.

## Patrimonio histórico-artístico
Como monumentos artísticos destacan: 
- Iglesia de San Pedro Apóstol, situada en la calle Mayor.
- Ermita de El Calvario.
- Casino de Espinardo.
- Palacio de los marqueses de Espinardo, actualmente Colegio de Nuestra Señora de la Consolación, en la Calle Mayor.
- Casa Torre Falcón, (siglo XVIII).